# شهرستان الیس، میشیگان

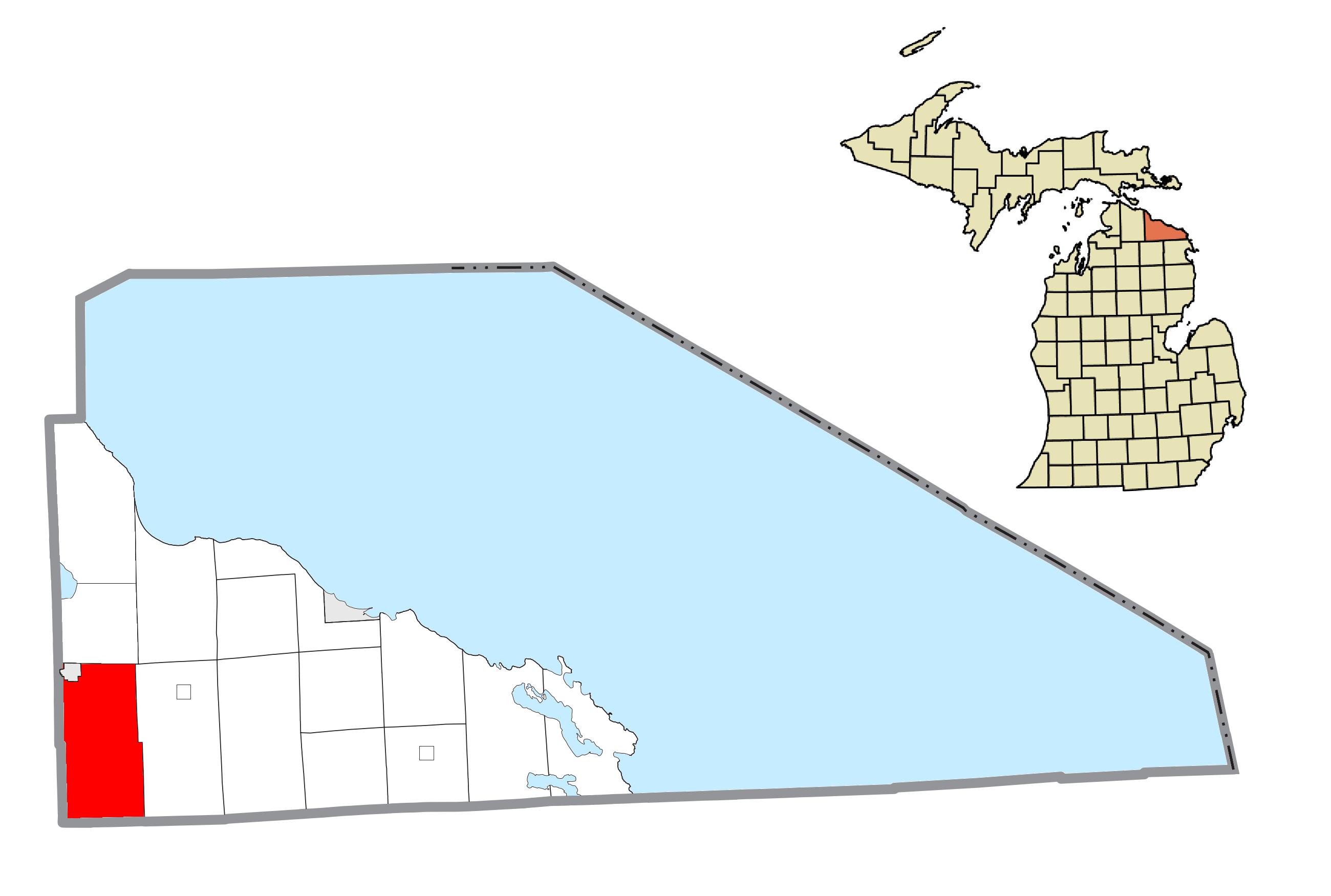
منطقه مسکونی در آمریکا

شهرستان الیس، میشیگان (به انگلیسی: Allis Township, Michigan) یک منطقهٔ مسکونی در ایالات متحده آمریکا است که در میشیگان واقع شده‌است.

## خصوصیات
شهرستان الیس ۱۷۰٫۸ کیلومترمربع مساحت و ۱٬۰۳۵ نفر جمعیت دارد و ۲۵۳ متر بالاتر از سطح دریا واقع شده‌است.